# 813-й отдельный батальон связи
813-й отдельный батальон связи — воинское подразделение в  вооружённых силах СССР во время Великой Отечественной войны.

## История
Сформирована вместе с дивизионным управлением 361-й стрелковой дивизии (1-го формирования) в августе 1941 года
По завершении формирования директивой СВГК № 004279 от 02.11.1941 в составе 361-й стрелковой дивизии включена в 39-ю резервную армию и получила приказ на передислокацию из пригородов Уфы в Пошехонье-Володарск Ярославской области.
8 ноября 1941 года со станции Дёма отправился первый эшелон.
Эшелон за эшелоном уходили на запад. Последний железнодорожный эшелон отправился со станции Чишмы 11 ноября 1941 года.
Проехали Куйбышев, Рязань, Коломну, Воскресенск.
В составе действующей армии с 17?.12.1941 по 17.12.1942 года.
Являлся дивизионным батальоном связи 361-й стрелковой дивизии (1-го формирования),  повторил его боевой путь.

## Боевой и численный состав на момент формирования
Рядовой состав дивизии в основном состоял из военнообязанных — коренных жителей Башкирии… участник гражданской войны Григорий Антошкин, колхозник из деревни Борисовка Стерлибашевского района, и его земляк Михаил Доровский — связистами 813-го батальона связи. 
Младший командный состав также был призван из запаса.— Василевский А. А. 21-я гвардейская

## Подчинение
361-й стрелковой дивизии (1-го формирования).